# کریس بلک (بازیکن فوتبال)
کریس بلک (انگلیسی: Chris Black؛ زادهٔ ۷ سپتامبر ۱۹۸۲) بازیکن فوتبال اهل بریتانیا است.
از باشگاه‌هایی که در آن بازی کرده‌است می‌توان به باشگاه فوتبال دونکستر راورز و باشگاه فوتبال ساندرلند اشاره کرد.